# بهاق رباعي الألوان
بهاق رباعي الألوان هو نوع من أنواع البهاق، وتمتاز هذه الحالة الجلدية بظهور لون رابع هو البني الغامق في مكان استعادة التصبغ المحيط بالجريب.